# Ekaterina Antropova
Ekaterina "Kate" Mikhailovna Antropova (em russo: Екатерина Михайловна Антропова, Russo: [jɪkətʲɪˈrʲinə ɐnˈtropəvə]; Akureyri, 19 de março de 2003) é uma jogadora de voleibol russo-italiana, que atua na posição de oposta.

## Vida pessoal
Antropova nasceu em Akureyri, Islândia, de pais russos, ambos atletas: seu pai, Mikhail Antropov, competia na liga local de basquete pelo Tindastóll, enquanto sua mãe, Olga Antropova, era jogadora de handebol.
Quando Ekaterina tinha três meses de idade, seu pai assinou um contrato com o St. Petersburg Spartak, então a família retornou à Rússia e se estabeleceu em St. Petersburg, onde ela passou sua infância e início da adolescência. Ela começou a jogar vôlei aos 7 anos. Em 2017, ela se mudou para a Itália com sua mãe, primeiro para Reggio Calabria e depois para Sassuolo: suas primeiras afiliações foram, portanto, com a nacionalidade esportiva italiana. Após uma convocação para um estágio em 2017, no qual não compareceu, com a seleção nacional russa de sub-16, conforme observado pela Confederação Europeia de Voleibol, ela foi registrada como russa; entretanto, ela apresentou um recurso ao TAS em Lausanne para o reconhecimento de sua filiação italiana como o primeiro registro.
Em 2023, a decisão do CAS determinou que sua nacionalidade era italiana, seguida no mesmo ano pela aquisição da cidadania italiana.

## Carreira
A carreira de Antropova começa na temporada 2018-19 com a Academy Sassuolo, na Série C. Na temporada 2021-22, ela fez sua estreia na Série A1 com o Savino Del Bene, clube com o qual conquistou a Challenge Cup 2021-22 e a CEV Cup 2022-23, sendo premiada como MVP em ambos os casos; ela também chegou à final do playoff pelo título da liga na temporada 2023-24, a primeira do clube sediado em Scandicci.
Em 2017, ela foi convocada para a seleção russa sub-16 para um estágio de preparação para o Campeonato Europeu, mas não participou. Em 10 de agosto de 2023, após obter a cidadania italiana, ela se tornou elegível para a seleção italiana e foi convocada para o Campeonato Europeu. Em 2024, ela competiu na Liga das Nações de Vôlei. Ela foi selecionada para as Olimpíadas de Verão de 2024, ocasião em que conseguiu a medalha de ouro com a equipe da Itália.